# بردة قل
بردة قل هي قرية في مقاطعة بيرانشهر، إيران. يقدر عدد سكانها بـ 196 نسمة بحسب إحصاء 2016.